# Opick
Aunur Rofiq Lil Firdaus conocido artísticamente como Opick (Nacido en Jember, Java Oriental, 16 de marzo de 1974) es un cantautor y religioso indonesia perteneciente a diversos grupos étnicos de Java.
Su primer álbum fue lanzado en 2005 titulado istighfar. Después de su lanzamiento, el álbum fue obtener el doble platino con ventas de más de 300 mil copias. En este álbum, el tema musical titulado "Tombo Ati", fue lanzado cuando él se hizo conocer como artista en solitario. Anteriormente, Opick introdujo un tema musical en un álbum de compilación titulado "Tausiyah dhikr". En su álbum "istighfar" fue un éxito en el mercado, para penetrar en más de 800 mil copias y en la que recibió cinco premios de disco de platino. Debido a sus actividades en las canciones islámicas, Opick ha sido galardonado como embajador para el grupo de música islámica de cantantes por la ANN (instituciones Nasheed a nivel nacional).

## Filmografía
- Kun Fayakuun (2008)
- Di Bawah Langit (2010)
- Mari Shalawatnya (2013)

## Discografía
- Istighfar (2005)
- Semesta Bertasbih (2006)
- Ya Rahman (2007)
- Cahaya Hati (2008)
- Di Bawah Langit Mu (2009)
- Shollu Alla Muhammad (2010)

## Anuncios
- Indomie (2005-2008)
- Hemaviton (2005)
- Segar Dingin (2008-2010)
- Bank BII Syariah (2010)
- Sarden ABC (2010-2012)
- Esia Musik Ramadhan (2010-2011)
- Bank Mandiri Syariah (2011-2013)
- PLN (2011)
- Mixagrip Flu&Batuk (2010-2013)
- Telkomsel Siaga
- Real Good Susu Stroberi
- Pegadaian (2012-sekarang)

## Libro
- Opick, Oase Spiritual Dalam Senandung (2006)